# Will Accooe
Willis J. Accooe (in diversen Quellen wird er fälschlich als William bezeichnet; * 1874 in Winchester, Virginia, Vereinigte Staaten; † 26. April 1904 in New York City, New York, Vereinigte Staaten) war ein US-amerikanischer Pianist, Organist, Songwriter und Dirigent. Er war einer der Pioniere in der Frühzeit der Entwicklung des Black Musical in den 1890er und frühen 1900er Jahren.

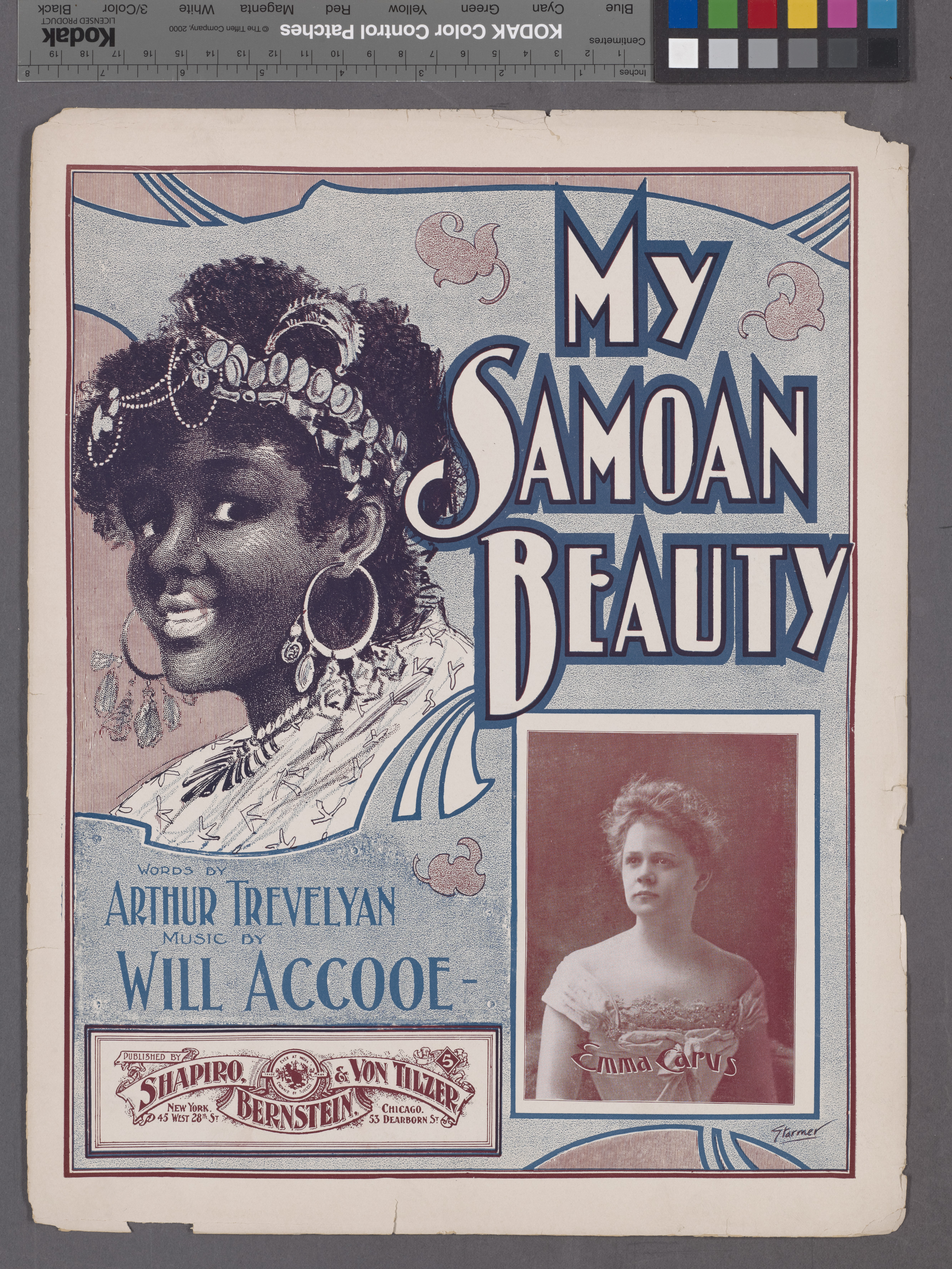

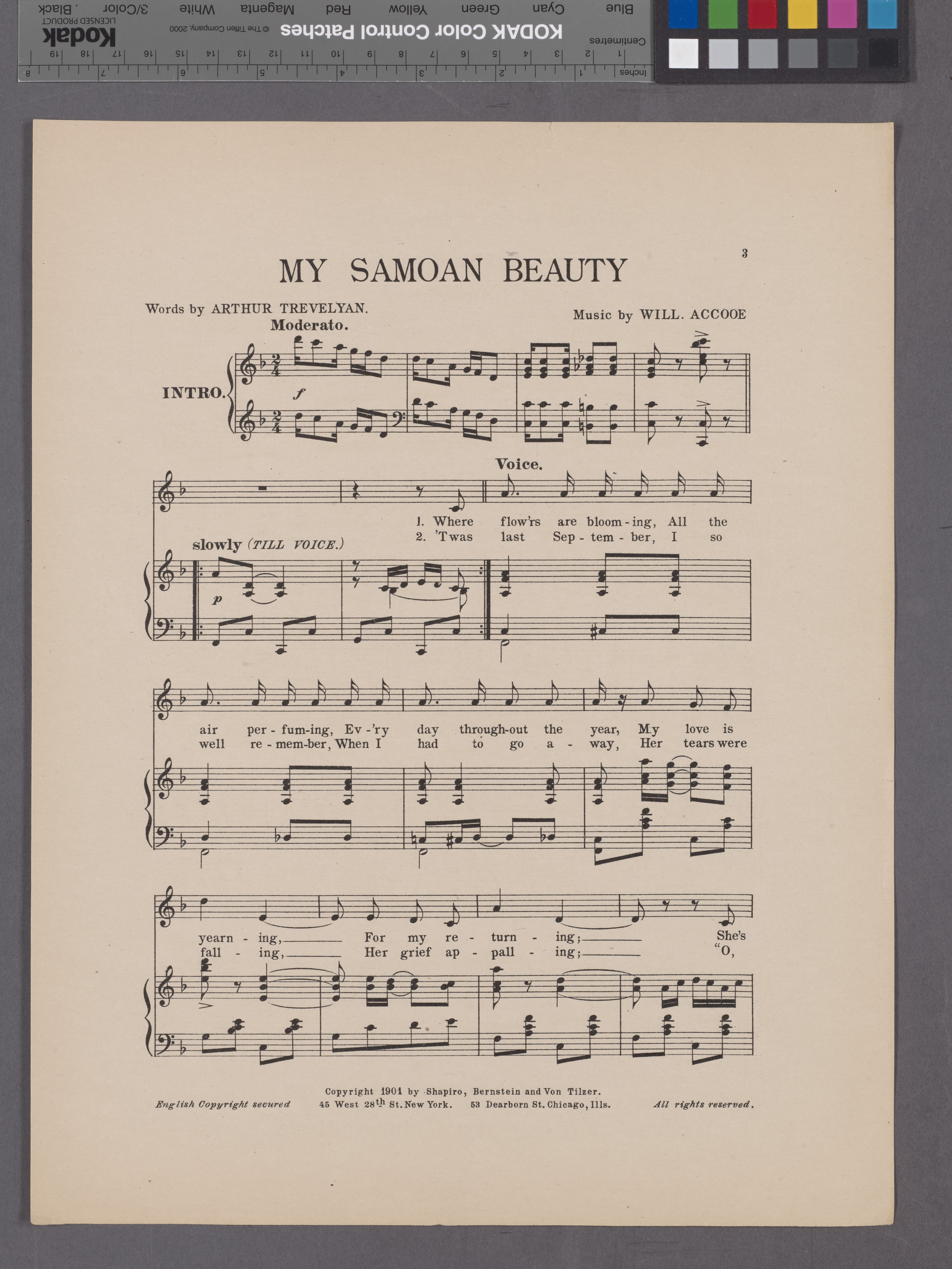

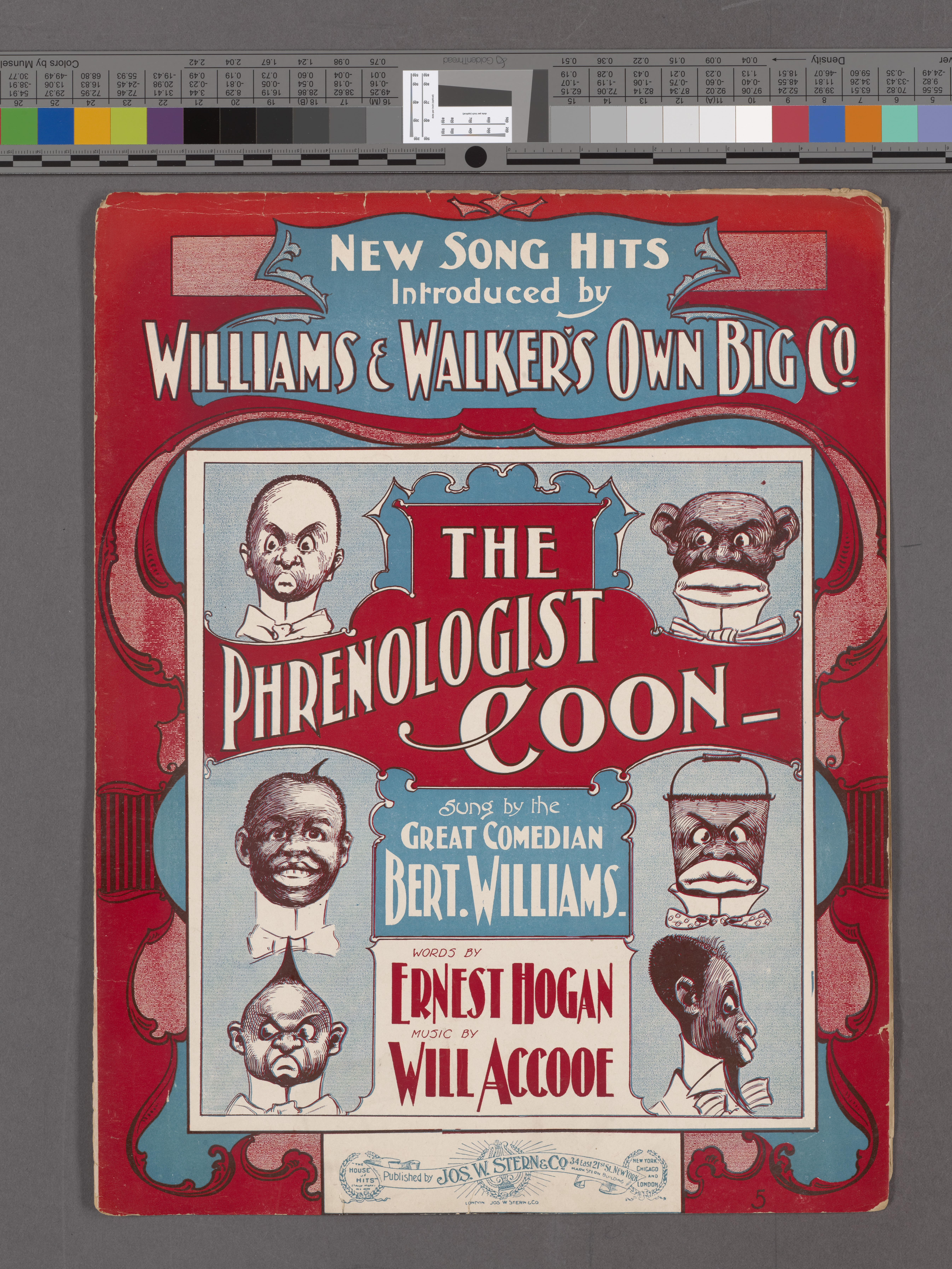

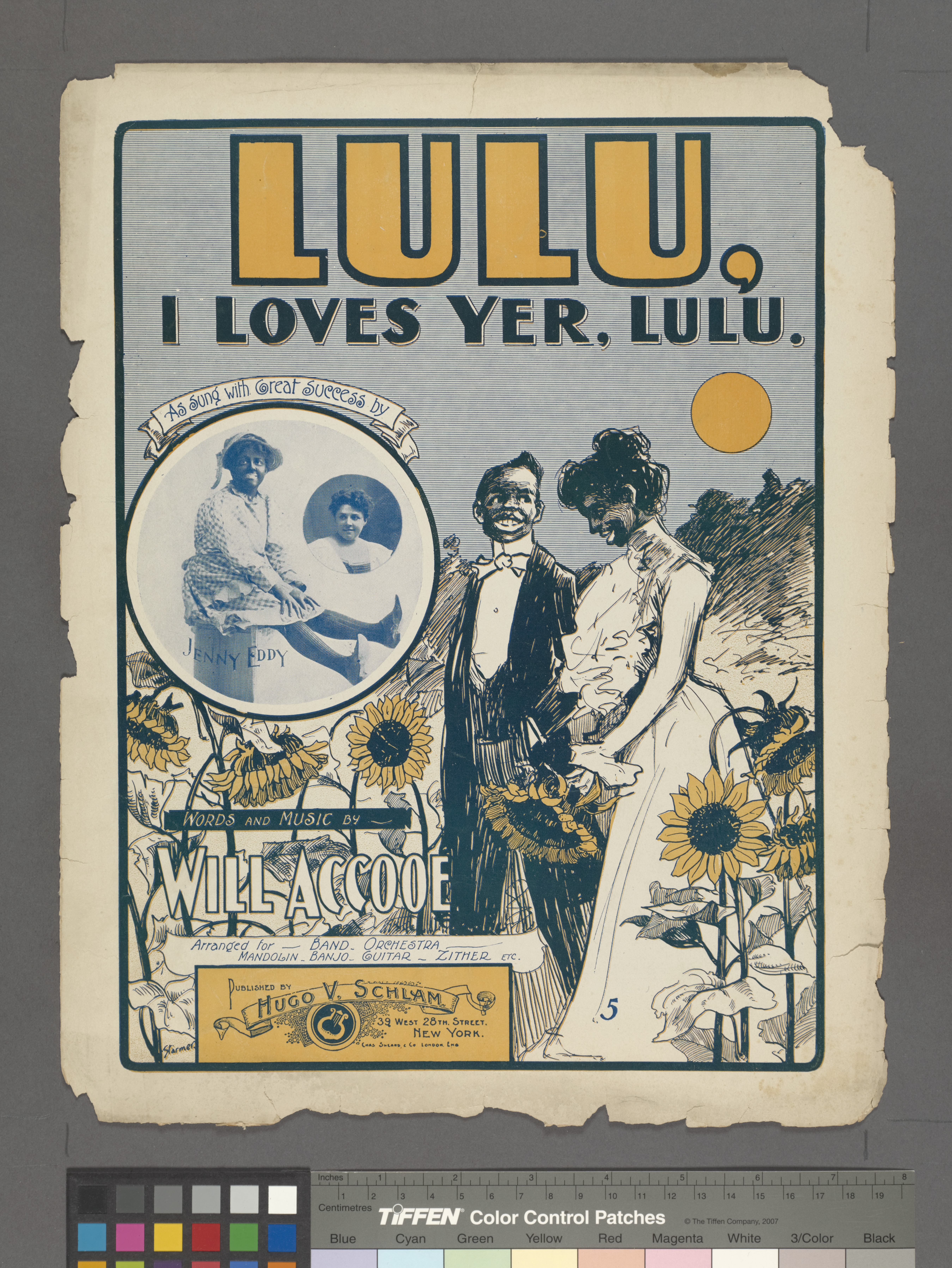

## Leben
Will Accooes Eltern waren der methodistische Geistliche John Harris Accooe (1852–1920) und dessen Frau Anna (1852–1920). Da Reverend Accoe nie lange an einem Ort tätig war, erhielt Will Accoe keine kontinuierliche Schulbildung. Er hatte immer Zugang zu Klavieren und Orgeln, zu denen er sich schon früh hingezogen fühlte. Auf diesen Instrumenten erhielt er von den ansässigen Kirchenmusikern oft Unterricht. Weiter besuchte er die Princess Ann Academy in Maryland. Er wurde bald selbst Organist an der Zoar Methodist Episcopal Church und in verschiedenen anderen Kirchen in Philadelphia, die von seinem Vater betreut wurden. Zu dieser Zeit begann er zu komponieren. Zu Beginn der 1890er lernte er Carl Mint (1858–1902), den Leiter des Konservatoriums in der Walnut Street in Philadelphia kennen. Dieser ermöglichte ihm das Konservatorium zu besuchen und seine Lücken seiner musikalischen Kenntnisse zu schließen und seine Technik im Spiel der Tasteninstrumente zu optimieren. Sein Ziel war eine Stelle als Organist an einer der großen Orgeln in New York. Da er aber bei mehreren Bewerbungsversuchen immer abgelehnt wurde, wendete er sich von der Kirchenmusik ab und wandte sich dem Theater zu. Am Jubilee Day spielte er bei der Veranstaltung African Day im Ocean Grove Auditorium die Große Orgel. Auch anderen Gelegenheiten zeigte er sich noch als versierter Organist der Öffentlichkeit.
Auf Grund seiner Hautfarbe fand er nur bei afroamerikanischen Unternehmen Beschäftigung. So arbeitete er bald darauf bei M. Wittmarks & Sons und den Puggsley’s Tennessee Warblers, einem aus Nashville stammenden Jubilee Ensemble mit Sitz in New York. Seine ersten Kompositionen wurden 1896 gedruckt, darunter die Black Patti Waltzes. Bei der Tennessee Centennial and International Exposition in Nashville im Sommer 1897 spielte er nahezu täglich mit dem Accooe Aeolian Quintette Konzerte im damals sogenannten Negroe Building, einem Gebäude, in dem während der Ausstellung kulturelle Beiträge afroamerikanischer Künstler aufgeführt wurden. Er selbst war Leiter und Pianist des Ensembles. Daneben spielten der Mandolinist W. E. Braswell, der Kornettist T. E. Brady, der Saxophonist H. T. Martinet und der Cellist Benjamin Shook. Es wurden hier Kompositionen afroamerikanischer Komponisten aufgeführt, darunter fanden sich auch Kompositionen aus seiner Hand. Aufgeführt wurden die Black Patti Waltzes und der eigens für die Ausstellung von Accoe komponierte Tennessee Centennial Two Step March. Im Mai 1898 legte er die musikalische Leitung der Whitman Sister’s Company nieder. 1898 produzierte Accooe in New York gemeinsam mit Bob Cole (1868–1911) und Billy Johnson das Musical A Trip to Coontown. Es war das erste in New York von Afroamerikanern geschriebene, produzierte und aufgeführte Musical. Accooe trug dazu einige Songs bei und übernahm die musikalische Leitung. Auch in andere Musicals wurden seine Songs aufgenommen. Ab März 1899 war er musikalischer Leiter der von John William Isham (1866–1902) gegründeten Minstrel Show John Isham's Octoroons. Im Laufe des Jahres hielt er sich wahrscheinlich in Kansas auf. Die Ballade Only a boy and girl wurde beim Musikverleger J. W. Jenkin's Sons in Kansas City veröffentlicht und in der örtlichen Presse erschienen mehrere Zeitungsartikel über ihn. Darunter ein Polizeibericht, in welchem ein W. F. Accooe, der sich als Musiker ausgegeben hatte, wegen Vagabundierens in Leavenworth verhaftet worden war. 1900 wurde er musikalischer Leiter der Musicalkompanie Williams & Walker. 1900 produzierten sie das Musical The Sons of Ham von Bert Williams und George Walker. Auch beim Musical Dahomey arbeiteten sie 1902 und zu Beginn 1903 noch zusammen, aber es kam wohl zu Unstimmigkeiten und die Stelle des musikalischen Leiters wurde im weiteren Verlauf der Produktion mit James J Vaughan besetzt. Accooe produzierte im Laufe des Jahres mit anderen Partnern eine comic opera namens The Volunteers. Im Herbst 1903 erkrankte Accoe schwer und die Produktion wurde eingestellt. Er verstarb nur wenige Wochen nach seinem dreissigsten Geburtstag am 26. April 1904 in der Wohnung seines Vaters. Die Trauerfeierlichkeiten wurden in Anwesenheit seiner Eltern in der Bethel African Episcopal Church in der 25th Street in Manhattan abgehalten. Hierzu hatte er selbst Musik und eine Trauerrede verfasst. Er wurde auf dem dortigen Mount Olivet Cemetery bestattet.
Will Accooe war mit der Sängerin Alice McKay Accooe verheiratet. Zu seiner Zeit war er als Musiker sehr geschätzt, und man bedauerte seinen frühen Tod, da man von ihm großen Einfluss auf die damalige Musik erwartet hatte. Noch in den folgenden Jahren wurde er als afroamerikanischer Komponist der Frühzeit des Jazz geschätzt und seine Kompositionen mit zu den most celebrated [meist gefeierten] Rag Songs gerechnet.

## Werke und Projekte (Auswahl)
- Black Patti Waltzes, 1896 Will Accooe widmete die Stücke Sissieretta Jones, die in Anlehnung an die italienische Sopranistin Adelina Patti als Black Patti bekannt war. Accoe spielte die Stücke mit seinem Ensemble 1897 bei der Tennessee Centennial and International Exposition in Nashville. 2012 wurden sie vom Paragon Ragtime Orchestra unter der Leitung von Rick Benjamin neu eingespielt und auf der CD Black Manhattan Volume 2 beim Label New World Records veröffentlicht.
- Tennessee Centennial March, 1897. Das Stück wurde für die Tennessee Centennial and International Exposition komponiert und dort aufgeführt.
- A trip to Coontown, Musical, 1898. Gemeinsame Produktion mit Bob Cole und Billy Johnson[11][19][20] Accooe war in der zweiten Saison musikalischer Leiter der Produktion und steuerte eigene Songs dazu bei:
  - Chicken für Gesang und Klavier. Text: Bob Cole und Billie Johnson. Das Stück wurde von Bob Cole in A trip to Coontown gesungen. Incipit: Eph Jackson got a dead swell job. Chorus incipit: Chicken (is the best to eat). Publiziert 1899 bei Howley, Haviland & Co in New York City.[21][22][23][Digitalisat 1]
  - Baby I'se done throwed you down. Text: Cole & Johnson, publiziert bei Howley, Haviland & Co, New York, 27. September 1899[24][25][23]
- Only a boy and girl, a sentimental ballad. Text: Fred E. Alexander, publiziert bei J. W. Jenkin's Sons, Kansas City, 1899[26]
- Octoroons, Musical Farce, wurde zunächst in Chicago aufgeführt. Die Show wurde als erste große Black Production bezeichnet. Sie hatte analog zur herkömmlichen Minstrel Show eine dreiteilige Anlage. An den Aufführungen der Show waren ungefähr fünfzig Personen beteiligt. Accooe steuerte musikalische Kompositionen dazu bei und übernahm schließlich 1899 die musikalische Leitung.[27][28]
- The Casino Girl, Musical, 1900
  - Love has claimed its own, Song für das Musical The Casino Girl[Digitalisat 2]
- The Sons of Ham, Uraufführung: 15. Oktober, 1900. Musikalische Leitung und zusätzliche Songs: Will Accooe. Seine von ihm komponierten Tanzeinlagen wurden nicht offiziell aufgelistet.[29]
  - The phrenologist coon, Text: Ernest Hogan (1865–1909), Incipit: Of all the men of history, publiziert bei Jos. W. Stern & Co. in New York, 1901[30] Bert Williams sang das Lied und machte es in seinen Shows bekannt und spielte es am 11. Oktober 1901 bei der Victor Talking Machine Company ein. Eine weiter Einspielung des Songs folgte am 15. Januar 1903 von Silas Leachman (1859–1936) bei Victor.[Digitalisat 3]
- The Belle of Bridgeport, Uraufführung: 29. Oktober 1900. Zusätzliche Songs von Will Accooe.[31]
  - Ma dandy soldier coon für Gesang und Klavier. Das Stück wurde von May Irwin in The belle of Bridgeport am Bijou Theatre am Broadway in New York gesungen. Es erschien als Music supplement der Sonntagsausgabe des New York journal and advertiser, am 25. November 1900 auf den Seiten 5 bis 8.[32][33] Es wurde 1901 in einer Fassung für Sologesang, Chor und Klavier bei Jos. W. Stern & Co verlegt.[34][Digitalisat 4]
- The Errand Man. Text: Judson Hicks. 1900 publiziert bei Howley, Havilland & Co.[Digitalisat 5]
- I'se yo' poor ole mammy from de south, Text: Stephen B. Cassin, publiziert bei Jos. W. Stern & Co., New York, 1900[35]
- The Liberty Belles, Musical, Uraufführung: 9. September 1901 im Chestnut Street Theatre in Philadelphia, Premiere in New York am 30. September 1901 im Madison Square Theatre. Accooe war einer mehrerer Komponisten, die Nummern zu dem Musical besteuerten.[36]
  - I’d like to be a Gunner in the Navy, Song von Will Accooe für das Musical The Liberty Belles komponiert[22][37][Digitalisat 6]
- Lulu. I loves yer, Lulu. Text und Musik: Will Accooe, gesungen von Jenny Eddy, publiziert bei Hugo V. Schlam, 1901[6][Digitalisat 7]
- My Samoan Beauty, Text: Arthur Trevelyan, 1901[Digitalisat 8] OCLC 1117310875
- The Cannibal King, Musical, 1901, Komponisten: Will Marion Cook. Will Accooe steuerte diverses Material dazu bei, Text: Bob Cole und Rosamond Johnson.[38]
- Southern blossoms, Waltzes für Klavier, publiziert bei M. Witmark & Sons, New York, 1901 OCLC 497033730
- The Hottest Coon in Dixie, uraufgeführt am 16. September 1901[39][40][41]
- Cause I'se in society now, Text: Hen. Wise, publiziert bei Howley, Haviland & Co., New York, 1900[42]
- Love has claimed its own, publiziert von Shapiro, Bernstein & Von Tilzer, New York, 1901 OCLC 497033668
- In Dahomey, Musical. Es wurde am 18. Februar 1903 im New York Theatre zwischen der 44th und der 45th Street am Broadway aufgeführt. Erstellt, produziert und aufgeführt wurde es wie das Musical A Trip to Coontown nur von Afroamerikanern. Zuvor gab es bei einer Tryout-Tour schon im September 1902 eine Aufführung der Show in Stamford in Connecticut, die Accoe leitete.[43] Zwischen 1902 und 1905 wurde das Musical in London mit großem Erfolg über 1100-mal aufgeführt. Zu den Mitwirkenden zählten Bert Williams, George Walker und Aida Overton Walker (1880–1914). Songs des Musicals, an denen Accooe beteiligt war, waren My Lady Frog, She’s dancing Sue und Society.[44]
  - My Lady Frog. Text und Musik: Will MarionCook und Will Accooe, publiziert bei Harry Von Tilzer Music Publishing Co., New York, 1902[Digitalisat 9]
  - She’s dancing Sue, Text: Charles S. Sager Musik: Will Marion Cook und Will Accooe, publiziert bei Harry Von Tilzer Music Publishing Co., New York, 1902 [Digitalisat 10]
  - Society
- On the road to Cairo town. Text: James O’Dea, publiziert bei Whitney, Warner Pub Co, Detroit, 1903[45]
- Goldie, Text: McPherson, publiziert bei M. Witmark & Sons, New York, 1904[46]
- Let the band play an Irish tune, Text: Cecil Mack, publiziert bei M. Witmark & Sons, New York, 1904[47]
- I guess it's love. Text: McPherson, publiziert bei M. Witmark & Sons, New York, 1905[48]
- Waltz me Charlie. Text und Musik: McPherson and Accooe, publiziert bei Jos. W. Stern & Co., New York, 1905[49]
- The stars are still shining for you, Text: Stephen B. Cassin, publiziert bei Jos. W. Stern & Co., New York, 1906[50]
- The games we used to play, Text: Marion Powers, publiziert bei Harry von Tilzer Music Pub. Co., New York[51]
- In a Birch Canoe, A Kickapoo romance, March und 2-Step[Digitalisat 11][Digitalisat 12]

## Digitalisate
1. ↑  Chicken als Digitalisat im Brown Digital Repository der Brown University Library
2. ↑  Love has claimed it's own als Digitalisat in den Digital Collections von The New York Public Library
3. ↑  The Phrenologist Coon als Digitalisat in der The Lester S. Levy Sheet Music Collection
4. ↑  Ma dandy soldier coon als Digitalisat der Gaylord Music Library bei Archive.org
5. ↑  The Errand Man als Digitalisat bei The University of Maine
6. ↑  I'd like to be a gunner in the navy als Digitalisat in den Digital Collections von The New York Public Library
7. ↑  Lulu. I loves yer, Lulu als Digitalisat in den Digital Collections von The New York Public Library
8. ↑  My Samoan beauty als Digitalisat in den Digital Collections von The New York Public Library
9. ↑  My LadyFrog als Digitalisat in der Library of Congress
10. ↑  She's dancing Sue als Digitalisat im Archive of Popular American Music
11. ↑  In a birch canoe als Digitalisat im Indiana University Digital Library Program
12. ↑  In a birch canoe : A Kickapoo romance als Digitalisat in der Library of Congress